# بتلفیلد ۲
بتلفیلد ۲ (انگلیسی: Battlefield 2) یک بازی ویدئویی در سبک تیراندازی اول شخص است که توسط دیجیتال ایلوژنز سی‌ئی توسعه یافته و به‌وسیلهٔ الکترونیک آرتس منتشر شد. بتلفیلد ۲ در ژوئن ۲۰۰۵ برای مایکروسافت ویندوز منتشر شد.
این بازی در کنار بتلفیلد ۲۱۴۲ به یکی از محبوب‌ترین بازی‌های رایانه‌ای از سری بتلفیلد تبدیل شد که از زمان تولید در سال ۲۰۰۴ تا ۲۰۱۶ همچنان برای افزودن ویژگی‌های جدید یا حتی بهبود گرافیک آن ماژول‌ها یا پچ‌های جدید بسیار متعددی ساخته شده است. از ویژگی‌های منحصر به فرد آن امکان بازی چندنفره در شبکه داخلی همراه با حضور بات‌ها (ربات‌های هوش مصنوعی غیرفراگیر) به تعداد دلخواه می‌باشد یا به اختصار همکاری Co-op. سال ۲۰۰۷ این بازی یک آپگرید اساسی و رسمی داشت که امکان گسترش و رشد بازی را برای عموم بسیار آسان می‌کرد و افکت‌های صوتی و تصویری را بهبود بخشید همچنین پیش از این به روز رسانی برای انجام بازی Co-op چندنفره کاربران مجبور بودند که ابتدا بازی تک‌نفره را روی یک سرور متصل به شبکه داخلی به صورت تک‌نفره اجرا کنند و پیش از وارد شدن به بازی کامپیوترهای دیگری را که قصد پیوستن به بازی دارند را از طریق بخش چندنفره به بازی وارد کنند اما در نسخه جدید ویژگی ربات‌ها در بخش چندنفره فعال شد.
تا سال ۲۰۱۰ برای این بازی نسخه AIX2 یا Allied Intent Xtended 2 ارائه شد که همراه یک پنل تنظیمات جامع سرور و سرور php اسکوربرد یا امتیازات پیش از آغاز بازی بود و امکانات بسیار گسترده‌ای را به بازی اضافه کرد همچون پک‌های استینگرهای همراه یا کمان زنبورکی پرتاب کابل برای نیروی ویژه و تک‌تیرانداز همچنین خمپاره‌انداز یا قلاب صعود از ساختمان‌ها همچنین حامل‌های جدید همچون AH-64 یا بمب‌افکن A10 و همین‌طور سیل گسترده‌ای از نقشه‌های جدید. علاوه بر نسخه AIX نسخه‌های متعدد غیررسمی دیگری نیز ارائه شدند همچون World At War یا WAW و Counter Warfare: Ghost Protocol و zula و Superman 64. در بین مودهایی که برای نقشه‌های ۶۴ نفره انفرادی (به منظور Co-op چندنفره) و همچنین انواع نقشه‌های جدید بر روی مود دی‌بی و وبگاه آلمانی bf-games.net ارائه شد برخی به بهبود فضای گرافیکی بازی به منظور شبیه‌سازی محیط بتلفیلد ۳ و ۴ (موتور فراست‌بایت ۲ و ۳) که افکت‌های صوتی آن بازی‌ها از نسخه AIX2 و بدکمپانی الهام گرفته شده بود نیز اقدام کردند.
توسعه مداوم این بازی منجر شد که سال ۲۰۱۰ یک نسخه با امکان بازی رایگان آنلاین (FtP) با عنوان بتلفیلد پلی4فری ساخته شود که نسخه‌ای ویرایش شده از بتلفیلد ۲ بود.